# Laura Tanguy
Laura Tanguy (sinh ngày 2 tháng 8 năm 1987 tại Angers, Pháp) là một hoa hậu đến từ nước Pháp. Cô là con gái của một kĩ sư và một phụ tá phòng thí nghiệm vật lý và hóa học. Ngoài tiếng Pháp, cô còn có thể sử dụng thành thạo tiếng Anh do từng có một thời gian sống ở San Antonio, Mỹ. Chiều cao của cô là 1,79m, số đo 89/60/92.
Trong cuộc thi Hoa hậu Pháp 2008, Laura Tanguy về ngôi á hậu 2. Nhưng sau khi đương kim Hoa hậu Pháp Valerie Begue mắc phải scandal ảnh nóng, cô được chọn làm người đại diện cho nước Pháp tại hai cuộc thi Hoa hậu Hoàn vũ 2008 và Hoa hậu Thế giới 2008.